# Escape (いとうかなこの曲)
「escape」は、いとうかなこのシングル。2007年2月22日にFive Recordsから発売された。

## 解説
表題曲の「escape」はPS2用ゲームソフト『ひぐらしのなく頃に祭』の罪滅し編エンディングテーマに採用され、カップリング曲の「Friend」も同ソフトの澪尽し編エンディングテーマに採用された。

## 収録曲
1. escape [4:22]
作詞・作曲：志倉千代丸
  - PS2用ゲームソフト『ひぐらしのなく頃に祭』罪滅し編エンディングテーマ
2. Friend [5:39]
作詞・作曲：志倉千代丸
  - PS2用ゲームソフト『ひぐらしのなく頃に祭』澪尽し編エンディングテーマ
3. escape (off vocal)
4. Friend (off vocal)

## 収録アルバム
| 収録曲 | 収録アルバム                                                   | 発売日        |
| ------ | -------------------------------------------------------------- | ------------- |
| escape | ひぐらしのなく頃に ボーカルソング+ゲームオープニングムービー集 | 2010年8月25日 |
| escape | ChaosAttractor                                                 | 2010年1月27日 |
| Friend | ひぐらしのなく頃に ボーカルソング+ゲームオープニングムービー集 | 2010年8月25日 |
| Friend | ChaosAttractor                                                 | 2010年1月27日 |